# Spremenljivka
Spremenljívka je v matematiki in računalništvu simbol, ki označuje količino ali simbolno predstavitev. V matematiki spremenljivka pogosto označuje »neznano« količino, v računalništvu pa predstavlja prostor, kamor se shrani vrednost. Nasprotje spremenljivk so konstante, ki imajo znano in nespremenljivo vrednost. 
Spremenljivka, ki nastopa v enačbi, se imenuje tudi neznanka, ker vrednost spremenljivke ni znana, dokler se enačbe ne reši. Spremenljivka, katere vrednost je določena z danimi pogoji in značilnostmi, se imenuje tudi parameter.
V matematiki je »neodvisna spremenljivka« tista, katere vrednost se lahko izbere poljubno. Vrednost »odvisne spremenljivke« pa se potem izračuna po določnem postopku ali oziroma formuli.
Na drugih področjih znanosti, kot so fizika, kemija ali biologija, se izraz »spremenljivka« rabi za merljivo količino ali značilnost merjenega telesa ali sistema. V znanstvenem poskusu so »neodvisne spremenljivke« tisti dejavniki, na katere lahko eksperimentator vpliva – v številnih laboratorijskih poskusih je to denimo temperatura. »Odvisne spremenljivke« so po drugi strani odziv sistema, torej količine, ki se merijo in zbirajo kot podatki.